# Mustang (film)
Mustang je německo-francouzsko-turecko-katarský dramatický film z roku 2015, který režíroval Deniz Gamze Ergüven podle vlastního scénáře. Snímek měl světovou premiéru na filmovém festivalu v Cannes dne 19. května 2015 v rámci sekce Quinzaine des réalisateurs.

## Děj
V turecké vesnici žije pět sester v prostředí sešněrovaném přísnými pravidly, kde se připravují nucené sňatky. Sestry zuřivě brání svou radost ze života a svou svobodu před vlivem dusného patriarchátu.

## Obsazení
| Güneş Nezihe Şensoy | Lale            |
| İlayda Akdoğan      | Sonay           |
| Tuğba Sunguroğlu    | Selma           |
| Elit İşcan          | Ece             |
| Doğa Zeynep Doğuşlu | Nur             |
| Ayberk Pekcan       | strýc Erol      |
| Nihal Koldaş        | babička         |
| Burak Yiğit         | Yasin, řidič    |
| Bahar Kerimoglu     | Dilek, učitelka |
| Suzanne Marrot      | teta Hanife     |

## Ocenění
- Filmový festival v Cannes: Europa Cinema Label (výběr do Quinzaine des réalisateurs)
- Mezinárodní filmový festival v Oděse:  nejlepší film
- Stockholmský mezinárodní filmový festival: cena za nejlepší scénář
- Cena LUX Evropského parlamentu
- Mezinárodní ženský filmový festival Salé: Cena za scénář
- Lumières: nejlepší film, nejlepší filmový debut (Deniz Gamze Ergüven), nadějná herečka (Güneş Nezihe Şensoy, Doğa Zeynep Doğuşlu, Elit Işcan, Tuğba Sunguroğlu a Ilayda Akdoğan), nejlepší kamera (David Chizallet); nominace v kategoriích nejlepší scénář (Deniz Gamze Ergüven a Alice Winocour), nejlepší filmová hudba (Warren Ellis)
- Goya za nejlepší evropský film
- Festival Valladolid: nejlepší začínající režisér
- Evropská filmová cena: cena FIPRESCI
- César: nejlepší původní scénář (Deniz Gamze Ergüven a Alice Winocour), nejlepší střih (Mathilde Van de Moortel), nejlepší filmová hudba (Warren Ellis), nejlepší filmový debut (Deniz Gamze Ergüven); nominace v kategoriích nejlepší film, nejlepší kostýmy (Selin Sözen), nejlepší kamera (David Chizallet a Ersin Gök), nejlepší zvuk (Ibrahim Gök, Damien Guillaume a Olivier Goinard)
- Filmový festival v Sarajevu: nejlepší film
- Zlaté glóby: nominace na nejlepší cizojazyčný film
- Oscar: nominace na nejlepší cizojazyčný film
- Satellite Awards: nominace na nejlepší zahraniční film